# Pritchardia
Pritchardia is een vliegengeslacht uit de familie van de roofvliegen (Asilidae).

## Soorten
- P. curicoensis Artigas, 1970
- P. hirtipes (Macquart, 1838)
- P. lopesi Carrera & Papavero, 1965
- P. puella (Bromley, 1932)
- P. tertialis (Bromley, 1932)